# Indocalamus barbatus
Indocalamus barbatus är en gräsart som beskrevs av Mcclure. Indocalamus barbatus ingår i släktet Indocalamus och familjen gräs. Inga underarter finns listade i Catalogue of Life.